# 太昌
太昌（たいしょう）は、南北朝時代の北魏において、孝武帝の治世に使用された元号。532年4月 - 12月。

## 西暦・干支との対照表
| 太昌 | 元年  |
| 西暦 | 532年 |
| 干支 | 壬子  |